# Евангелическая церковь Гельветского исповедания в Австрии

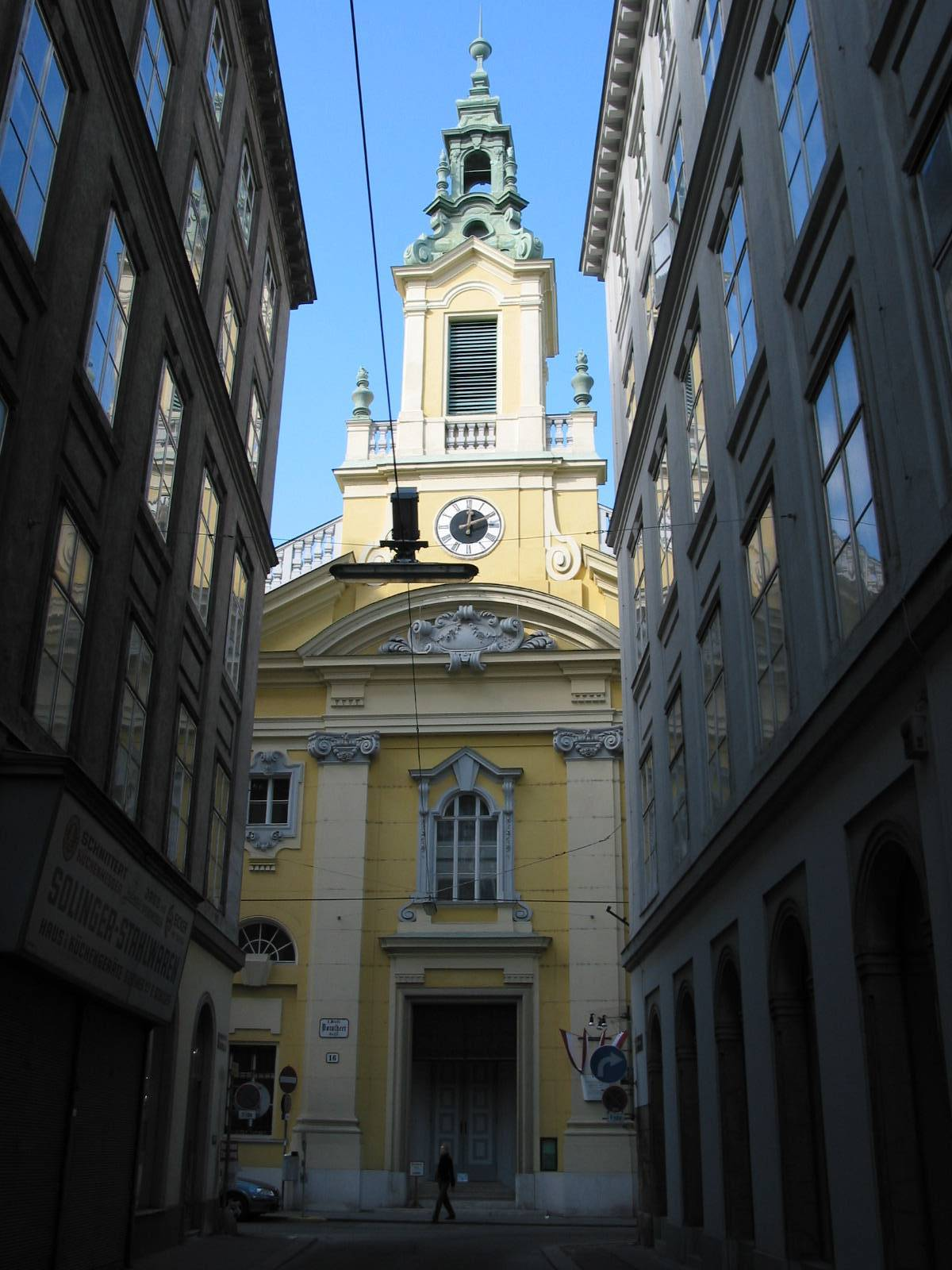
Реформаторская городская церковь в Вене

Евангелическая церковь Гельветского исповедания в Австрии (нем. Evangelische Kirche H.B. in Österreich), сокращенно Евангелическая церковь Г. И. в Австрии, является реформатской церковью Австрии.
Церковь основана на канонах второго Гельветского исповедания 1562 года, которое является одним из важнейших кредо всех реформаторских церквей.
На конец 2015 года в Австрии Евангелической церкви Гельветского исповедания принадлежало 9 реформатских прихода и насчитывалось 13 605 прихожан, или 0,15 % от общей численности населения.
Во главе Церкви стоит суперинтендент.

## История

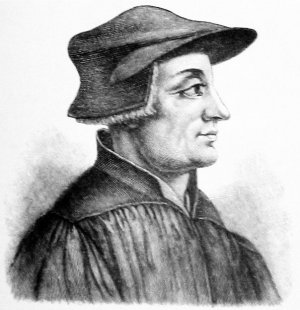
Ульрих Цвингли

### Реформация и Контрреформация
Швейцарский реформатор и последователь церкви Ульрих Цвингли обучался с 1498 года в течение нескольких семестров в Вене. Город тогда был центром гуманизма, где в то время преподавал Конрад Цельтис. Но во времена Реформации в Австрии, как и во времена Контрреформации около 80 процентов населения были протестантами-лютеранами (исключение — Бургенланд). Georg Erasmus von Tschernembl (нем.) (1567—1626) был одним из немногих благородных реформаторов того времени. Это произошло во время его пребывания в Женеве, где он переубедил своего брата Gotthard Starhemberg от изменения веры. Семьи Tschernembl и Starhemberg впоследствии перешли в католическую веру.
Первыми, кто первоначально сформировал реформаторское мировоззрение в Австрии, были состоятельные иммигранты из Швейцарии и Шотландии. В течение первых десятилетий Реформации было практически невозможно отделить реформатов от лютеран. Ситуация была разрешена в Венгрии (в настоящее время это австрийская федеральная земля Бургенланд), где в 1591 году на Синоде в Чепреге произошёл открытый разрыв между двумя протестантскими деноминациями.
Реформатский приход Оберварта является единственным в Австрии, который существовал ещё со времён Реформации беспрерывно. В 1673 году здание церкви было оккупировано немецкими наёмниками и преобразовано в католическую церковь. В 1681 году парламент в Эденбурге принял решение о веротерпимости. В последующие годы была построена в 1771—1773 гг., существующая и в настоящее время церковь. Первое, санкционированное государством, реформатское поклонение в Вене проведённое на немецком языке, произошло в конце 17-го века в часовне голландского посольства. Это было связано с экстерриториальностью посольства. Первым известным проповедником миссии стал в 1671 году Филипп Отто Фитор (нем.) из Гессена, который впоследствии стал смотрителем епархии Касселя.

### Йозефинизм[4]
Протестанты и католики были уравнены в правах только в правление Иосифа II в 1781 году.
Только путём издания «Толерантного патента» (нем. Toleranzpatent) Иосифом II в октябре 1781 года у протестантов появилась возможность, по которой они могли образовывать собственные общины, впоследствии Евангелической церкви Аугсбургского и Гельветского исповедания. Закон о веротерпимости стал основой для религиозной свободы в Австрии, однако, был связан со многими ограничениями. «Толерантным патентом» были установлены нижние пределы для организации протестантских общин: 500 человек или 100 семей. Культовые строения не могли иметь башню, а вход в церковь только с обочины дороги.
Церковь хотя и имеет обозначение НВ (Гельветское признание (исповедь); первоначально: HC — Гельветская конфессия (исповедь)), но реформатство в Австрии всё же имеет свою особенность. Первое Гельветское исповедание является частью традиционной швейцарской реформации (Цвингли, Кальвина, Буллингера), а вторая часть гельветской исповеди Генриха Буллингера касается основных вопросов веры, морали и правил христианской и церковной жизни (порядок богослужения, праздники, вопросы брака и т. п.).
Первым суперинтендентом евангелической церкви HB стал в 1785 году во Франкфурте-на-Майне Карл Вильгельм Хильхенбах (нем.). Среди наиболее известных австрийских реформаторов в это время был Иоганн Готлиб Штефани (1741—1800).

### 1848—1918

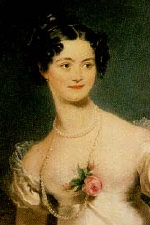
Генриетта фон Нассау-Вайльбург

В суперинтендентство Внутренняя и Нижняя Австрия Гельветского исповедания в 1849 году входило две общины: Вена и Триест с 4520 прихожанами. В коронных землях тогдашней Австрии также существовали суперинтендентство Богемия (нем.) с более чем 51000 членов и суперинтендентство Моравия (нем.) с почти 33 000 членов. Все пять суперинтендентов-реформатов 19-го века были выходцами из Германии. В венском университете до сих пор существует Факультет евангелической теологии или Протестантский факультет (нем. Evangelisch-Theologische Fakultät), основанный в 1820 году императором Австрийской империи Францем I.
Задачами революции 1848 года было установление гражданских прав и свобод, ликвидация феодальных пережитков. Помимо глубокого кризиса политической системы поводом к революции послужили межэтнические противоречия в многонациональном государстве, стремление народов империи к культурно-политической автономии. Среди прочих, были выдвинуты требования для равенства всех конфессий. После 1848 г. протестантские приходы были наделены правом для регистрации рождений. Император Франц Иосиф I 8 апреля 1861 г. издал «Протестантский патент» (нем. Protestantenpatent). По этому закону, в первую очередь, протестантская церковь получила относительное юридическое равенство.
В дополнение к Толерантному патенту 1781 года (нем.) и Федеральному закону о правовом положении Евангелической церкви 1961 года (нем.), Протестантский патент (нем.) был самым важным документом, который до настоящего времени регулирует отношения между государством и протестантскими церквями в Австрии.
В 1861 году была основана протестантская община в Брегенце, став третьей, из старейших, ныне существующих реформаторских общин, дополнив таким образом существовавшие в Австрии в то время общины в Вене и Оберварте. В 1876 году было создано проповедческое место в Фельдкирхе (Форарльберг) после того, как там ещё в 1864 году, несмотря на противодействие Римско-католической церкви, были построены церковь и кладбище. В 1893 году началось проповедование в венском районе Фаворитен, а в 1901 году также и в районе Оттакринг. В 1908 году была организована приходская община в Фельдкирхе.
Среди наиболее важных личностей Реформации Австрии 19-го века является Генриетта Александрина Нассау-Вейльбургская (1797—1829) — дочь князя Фридриха Вильгельма Нассау-Вейльбургского и принцессы Луизы Сайн-Гахенбургской. 17 сентября 1815 года в Вайльбурге Генриетта вышла замуж за эрцгерцога Карла, который был католического вероисповедания. Это был первый деноминационный смешанный брак в доме Габсбургов. Несмотря на протестантское вероисповедание эрцгерцогини император Франц II позволил похоронить Генриетту в Склепе капуцинов. Имя эрцгерцогини Генриетты носит улица в венском районе Донауштадт. Министр торговли и финансов Австрийской империи Карл Людвиг фон Брюк (1798—1860) (нем.) также был членом Евангелической церкви Г. И. В культурной жизни страны было много и других реформатов: композитор Альбан Берг (1885—1935), художник Fritz L’Allemand (1812—1866) (нем.), архитектор Йозеф Хоффман (1870—1956), актёры Carl von La Roche (1794—1884) (нем.), Amalie Haizinger (1800—1884) (нем.), Joseph Lewinsky (1835—1907) (нем.) и Отто Тресслер (1871—1965).

### Первая Республика

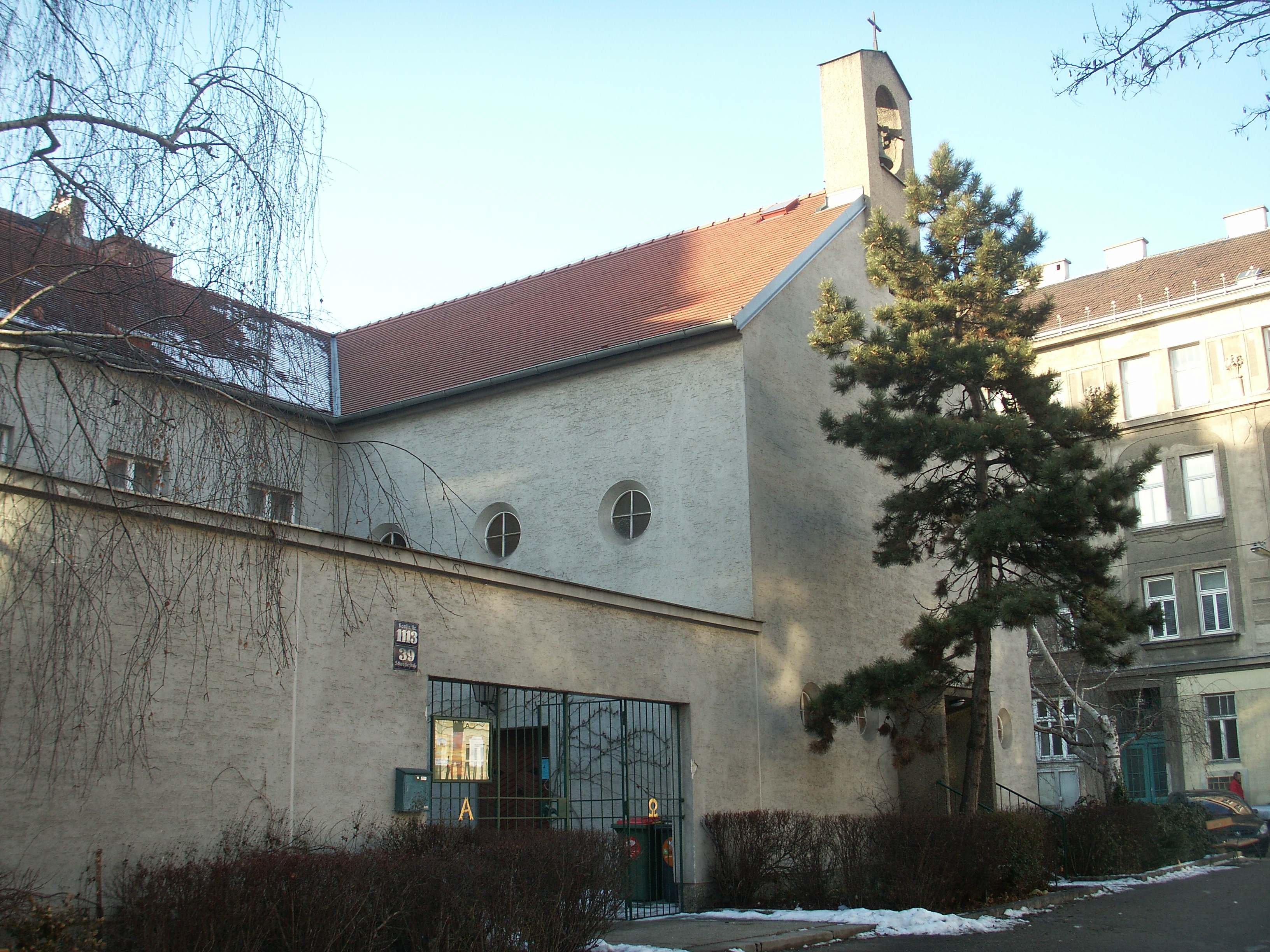
Церковь Цвингли (Вена)

Бургенланд был образован на землях немецкой западной Венгрии и присоединён к Австрийской Республике после Первой мировой войны. С тех пор на немецком и венгерском языках проводятся богослужения в ранее чисто венгероговорящем сообществе Оберварт. В 1924 году были созданы приходские общины Вена-Зюд (Реформатская церковь Искупителя) и Вена-Вест (Церковь Цвингли) в венских районах Фаворитен и Оттакринг соответственно. В 1936 году в Блуденце (Форарльберг) появилась ещё одна приходская община Евангелической церкви Г. И. в Австрии. В приходской общине Вена-Вест в 1937 году было построена и открыта Церковь Цвингли. В период австрофашизма (1934—1938) были тесные связи с римско-католической церквью.

### Аншлюс
Лютеранская церковь имела репутацию «немецкой» церкви. В ней было очень много прихожан, сочувствующих национал-социализму. Реформатская Церковь умело пользовалась своими литургическими особенностями для привлечения в своё лоно обращённых из евреев. Жертвами нацизма стали многие члены Церкви еврейского происхождения, а в концентрационном лагере Маутхаузен был убит пастор-кальвинист Жигмонд Варга  (нем.). В 1944 году, во время Второй мировой войны, реформаты-беженцы из немецкоязычных населенных пунктов Югославии переселились в Австрию. Некоторые из них поселились в районе Линца, что повлекло за собой последующее формирование и создание приходской общины реформатской церкви в Линце.

### Вторая Республика

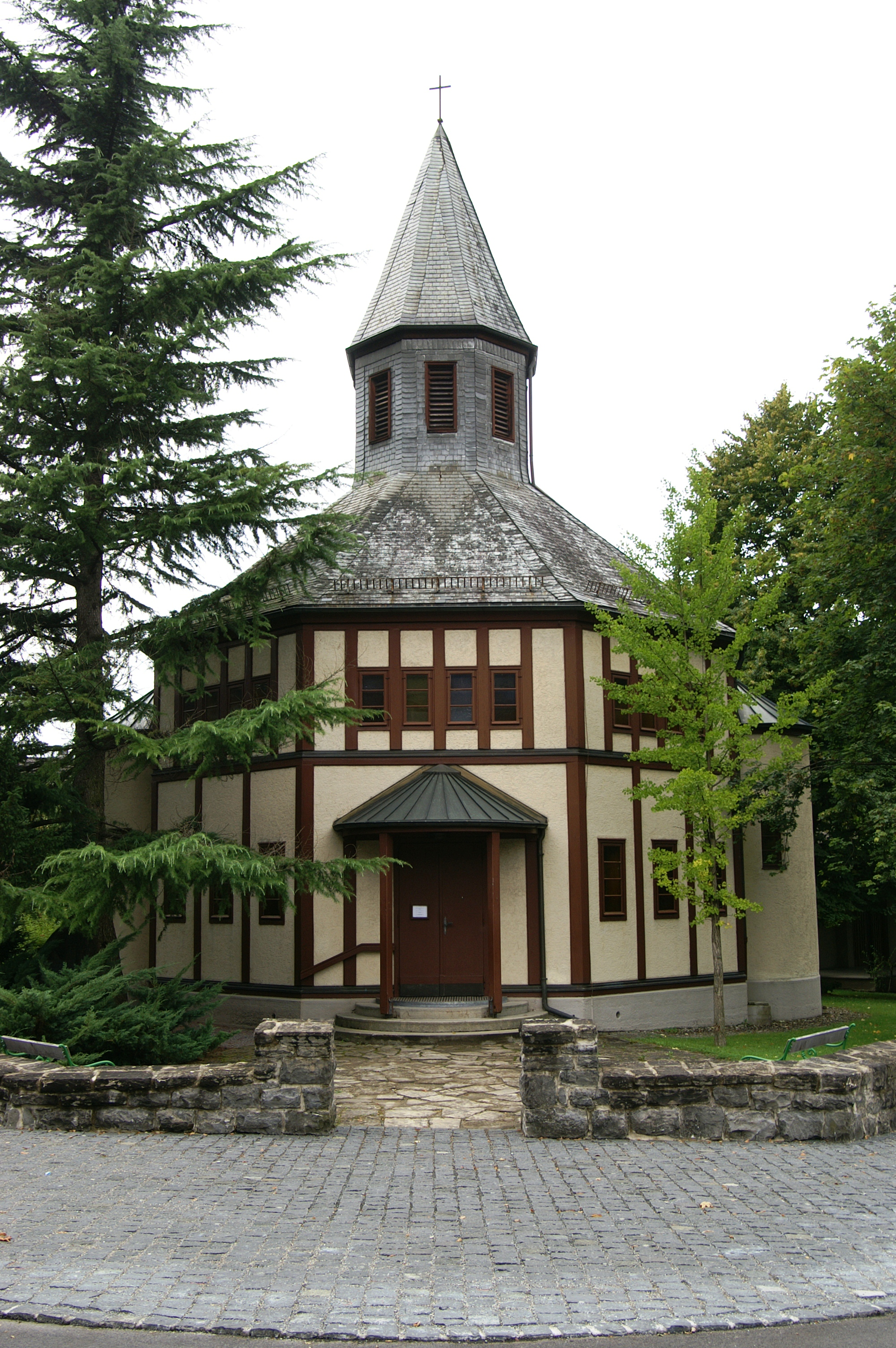
Спасская церковь Дорнбирна

Генеральный Синод Евангелической церкви Аугсбургского и Гельветского исповедания в 1949 году принял новую церковную конституцию.
В 1950 году усилиями немецкоязычных беженцев из Югославии появилась независимая (автономная) приходская община в Линце. Здание церкви было построено в 1953 году, а часовня — в 1993 году. С 1951 года началось проповедование и была организована приходская община в Дорнбирне. Из-за Венгерского восстания в 1956 году последовала волна беженцев в Австрию и увеличила число венгероязычных членов Евангелической церкви Гельветского исповедания, богослужение для которых проводится на венгерском языке в муниципалитетах Вена, Линц и Оберварт. Кроме того, с 1956 года, в новом помещении цокольного этажа, в недавно построенном жилом доме, разместилась Реформатская церковь Искупителя  (нем.) церковного прихода Вена-Зюд.
В 1961 году Церковь, в так называемом протестантском законе (Федеральный закон о правовом положении Евангелической церкви), получила полную юридическую свободу. Данным законом было юридически закреплено равенство протестантских церквей с Римско-католической Церковью. Этот закон был принят в качестве конституционного права.
В 1965 году в австрийских протестантских церквях было предоставлено формальное право рукополагать женщинам. В том же году была освящена Церковь святого Павла  (нем.) в Фельдкирхе, а Церковь Доброго Пастыря  (нем.) в Блуденце стала автономной, последней из девяти сегодняшних приходских общин. В 1967 году первое экуменическое богослужение состоялось с лютеранами, а 1974 году и с Римско-католической церковью.
Недавняя история Евангелической церкви Гельветской исповеди в Австрии характеризуется длительным сроком пребывания в должности суперинтендента Петера Карнера  (нем.) (1986—2004). Под покровительством пастора приходской общины Вена-Внутренний Город среди других была введена и услуга благословения для однополых пар. С 2007 года Томас Хенефельд  (нем.), пастор общины Вена-Вест, стал во главе Церкви и занял должность государственного суперинтендента. Среди наиболее известных прихожан Евангелической церкви Гельветской исповеди в Австрии за последнее время включают в себя выдающийся австрийский зоолог и зоопсихолог, один из основоположников этологии, лауреат Нобелевской премии Конрад Лоренц (1903—1989), архитектор Роланд Райнер  (нем.) (1910—2004) и актёр Макси Бём  (нем.) (1916—1982).

## Учение

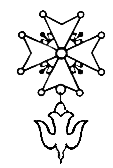
Гугенотский крест — символ реформации

Евангелическая церковь Гельветского исповедания в Австрии основана, как и другие реформатские церкви, на конфессиях Реформации Гейдельбергском катехизисе (1563) и второй Гельветической Исповеди (1562). Традиционно более сильный акцент на Цвингли и Буллингера, чем на Кальвина. Другим важным документом является конфессиональный Лойенбергский Конкордат 1973 года, основанный на Сообществе протестантских церквей в Европе (нем. Gemeinschaft Evangelischer Kirchen in Europa (GEKE)), о взаимном признании таинства и рукоположения между реформатами, лютеранами и методистами.
В Евангелической церкви Гельветского исповедания таинство является открытым.
Кроме литургических различий, разница между Гельветским и Аугсбургским исповедями, в настоящее время, главным образом в однородности их практики. В лютеранской церкви Австрии всё более евангелический уклон, пуританизм относительно однороден из-за либеральных взглядов под влиянием традиций. Евангелическая церковь Гельветского исповедания стала первой церковью в Австрии, которая в 1998 году ввела и благословила однополые браки (см. также Религия и гомосексуальность).
Синод Евангелической церкви Гельветского исповедания в Австрии в 1996 году принял решение в своём заявление о принципах, в котором он изложил 19 кратких принципов о внутреннем состояние церкви и её финансовом управлении извне (социальная политика, отношение к другим религиозным общинам).

## Организационная структура

### Церковные приходы
Легенда карты:
|  | Церковные приходы евангелической церкви Гельветского исповедания в Австрии |

Евангелическая церковь Гельветского исповедания состоит из девяти церковных приходов, из которых:
- четыре в Форарльберге,
- три в Вене,
- по одному в Линце и Оберварте.[10]

Церковные приходы в Форарльберге также (и даже в первую очередь) лютеранские, но принадлежат к реформатской церкви. С другой стороны, существуют также в Евангелической церкви Аугсбургского исповедания (лютеранская церковь) смешанно-конфессиональная церковь. В других случаях, в основном несколько реформатских церквей, совместно контролируются в конгрегации с лютеранскими.
Каждая церковная община выбирает своего представителя на срок шесть лет в совет общины (нем. Gemeindevertretung). Пасторы входят в муниципальный совет на основании их полномочий в качестве рядовых членов. В задачи муниципального совета входят избрание пресвитера из их числа и аудиторов, а также утверждения бюджета и годовой бухгалтерской отчетности сообщества. Пастор или пасторы автоматически подчиняются пресвитеру (нем. Kirchengemeindeleitung), избранному муниципальным советом. Пресвитер в общине выполняет все обязанности избранника, за исключением тех областей, которые не входят в его компетенцию — функционирование и управление сообществом, составление бюджета и проведением выборов. Пресвитеры также избирают представителей Вселенской Церкви. Пресвитер (нем. Pfarrerfunktionsträger), как должностное лицо, возглавляет духовное руководство общины. Вместе с куратором (нем. Kurator), выбираемым из пресвитеров, он представляет муниципалитет и за пределами общины. Пастора выбирают сами члены общины. В приходской общине Вена-Внутренний Город два пастора, во всех остальных — по одному. В настоящее время (2016) пастор Церкви Доброго Пастыря  (нем.) из города Блуденца — женщина. В Евангелической церкви Гельветского исповедания она является первой женщиной на этом посту.
| Община (Gemeinde)                         | Федеральная земля (Bundesland)         | Церковь (Kirchengebäude)                      | Дата учреждения (Gründungsjahr) |
| ----------------------------------------- | -------------------------------------- | --------------------------------------------- | ------------------------------- |
| Блуденц (Bludenz)                         | Форарльберг (Vorarlberg)               | Церковь Доброго Пастыря (нем.)                | 1936                            |
| Брегенц (Bregenz)                         | Форарльберг (Vorarlberg)               | Кройцкирхе-ам-Эльрайн (нем.)                  | 1861                            |
| Вена-Вест (Wien West)                     | Вена [Wien-Rudolfsheim-Fünfhaus (15.)] | Церковь Цвингли (Вена) (нем.)                 | 1924                            |
| Вена-Внутренний Город (Wien Innere Stadt) | Вена [Wien (1.)]                       | Реформатская городская церковь (Вена) (нем.)  | 1781                            |
| Вена-Зюд (Wien Süd)                       | Вена [Wien-Favoriten (10.)]            | Реформатская церковь Искупителя (Вена) (нем.) | 1924                            |
| Дорнбирн (Dornbirn)                       | Форарльберг (Vorarlberg)               | Спасская церковь (нем.)                       | 1951                            |
| Линц (Linz)                               | Верхняя Австрия (Oberösterreich)       | Реформатская церковь Линц-Леондинг (нем.)     | 1950                            |
| Оберварт (Oberwart)                       | Бургенланд (Burgenland)                | Реформатская церковь Оберварта                | около 1600                      |
| Фельдкирх (Feldkirch)                     | Форарльберг (Vorarlberg)               | Церковь святого Павла (нем.)                  | 1908                            |

### Управление

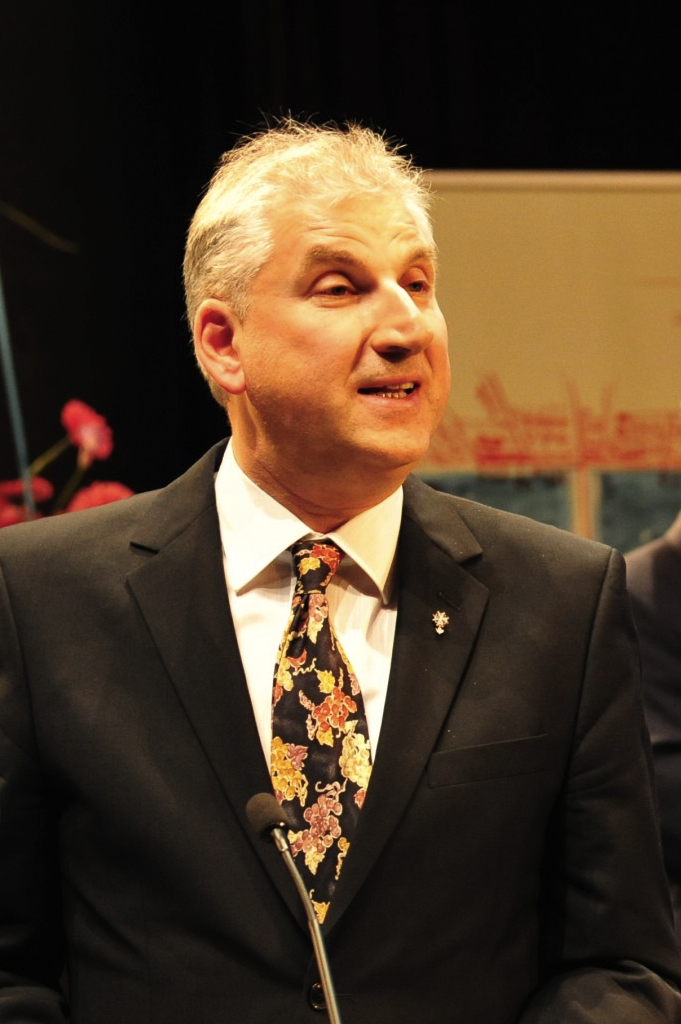
Томас Хеннефельд

Построение Евангелической церкви Гельветского исповедания в Австрии основано на пресвитериально-синодальном принципе. Центральные органы и должностные лица находятся в Синоде (нем. Synode) и в Высшем церковном совете (нем. Oberkirchenrat), над которыми возвышается государственный суперинтендент. Епископа нет.
- Синод определяет богословские принципы Церкви и утверждает бюджеты и счета отдельных общин. Он также выбирает государственного суперинтендента (нем. Landessuperintendent). Членами Синода являются все пасторы от девяти церковных приходов, избранные от светских представителей (авторитетных мирян), а также один представитель от религиозных учителей из протестантского Богословского факультета в Вене.
- Высший церковный совет со штаб-квартирой в Вене руководит Церковью, является высшим административным органом и представляет её извне. Членами совета являются государственный суперинтендент, а также религиозные и светские представители Синода.
- Государственный суперинтендент (до 1949 года: суперинтендент) избирается Синодом сроком на шесть лет. Он должен быть академически обученным пастырем. Государственный суперинтендент отвечает за духовное руководство Евангелической церкви Гельветского исповедания в Австрии. С 2007 года государственным суперинтендентом является Томас Хеннефельд (нем. Thomas Hennefeld).

См. также: Список евангелических суперинтендентов Австрии (нем. Liste der evangelischen Superintendenten in Österreich).

### Евангелическая церковь в Австрии
Евангелическая церковь Аугсбургского и Гельветского исповедания Австрии (нем. Evangelische Kirche A.u.H.B. in Österreich) — объединение двух самостоятельных Церквей: Евангелической церкви Аугсбургского исповедания Австрии (лютеранской) и Евангелической церкви Гельветского исповедания Австрии (кальвинистской). Обе Церкви являются юрлицами (нем. Religionsunterricht) и существуют в качестве двух отдельных юридически признанных Церквей в виде открытых акционерных обществ (нем. Kirchenbeitragswesen). Церкви вместе решают общие для них административные вопросы. Таким образом, обе церкви опираются на общую конституцию (нем. Kirchenbeitragswesen) в управлении и осуществляют совместное религиозное воспитание прихожан.
Евангелическая церковь Гельветского исповедания является одним из восьми суперинтендентств (нем. Superintendenturen) Евангелической церкви Аугсбургского и Гельветского исповедания Австрии.
По данным на конец 2015 года её «сестра», Лютеранская церковь в Австрии (292578 прихожан), насчитывала почти в 22 раза больше прихожан, чем реформатская кальвинистская церковь Гельветского исповедания (13605 прихожан).

### Межконфессиональное и международное сотрудничество
В Австрии церковь сотрудничает со Всемирным советом церквей в Австрии (нем. Ökumenischen Rat der Kirchen in Österreich, ÖRKÖ).
Кроме того, Евангелическая церковь принадлежит к:
- Всемирному альянсу реформатских церквей (нем. Weltgemeinschaft Reformierter Kirchen), который представляет крупнейшую международную организацию реформатских церквей[18];
- Конференции рейнских церквей (нем. Konferenz der Kirchen am Rhein);
- Сообществу протестантских церквей в Европе (нем. Gemeinschaft Evangelischer Kirchen in Europa (GEKE))[8];
- Конференции Европейских Церквей (нем. Konferenz Europäischer Kirchen)[19].

Также Церковь представлена двумя Церквями в международном Всемирном совете церквей (ВСЦ).

### Средства массовой информации
«Журнал реформатской церкви» издаётся несколько раз в год и является общим журналом реформатской общины в Австрии. Он был основан и впервые опубликован в 1924 году. Первым редактором (до 1946 года) был Иоганн Карл Эгли (нем. Johann Karl Egli). Некоторые муниципалитеты Гельветского исповедания также издают свои собственные местные газеты. Кроме того, существуют и другие проповедческие публикации.
Другая работа со СМИ (epdÖ — протестантская пресс-служба в Австрии, SAAT — протестантская газета «Посев» для прихожан Австрии, программы на официальном радио и телевидении Австрии ORF) проводится вместе с Евангелической церковью Аугсбургского и Гельветского исповедания Австрии.